# 환속
환속(還俗)은 승려가 됐던 사람이 다시 속인으로 돌아오는 것을 가리킨다. 환속한 사람도 다시 출가하여 승려가 될 수 있다. 출가와 환속을 일곱 번까지 반복할 수 있지만 다음 네 가지 바라이를 범해 추방된 사람은 재출가 할 수 없다.
- 불살생계(不殺生戒) : 사람을 죽임
- 불투도계(不偸盜戒) : 도둑질함.
- 불사음계(不邪婬戒) : 음란한 짓을 함.
- 불망어계(不妄語戒) : 깨닫지 못하고서 깨달았다고 거짓말함.

## 같이 보기
- 바라이죄